# Humidificador

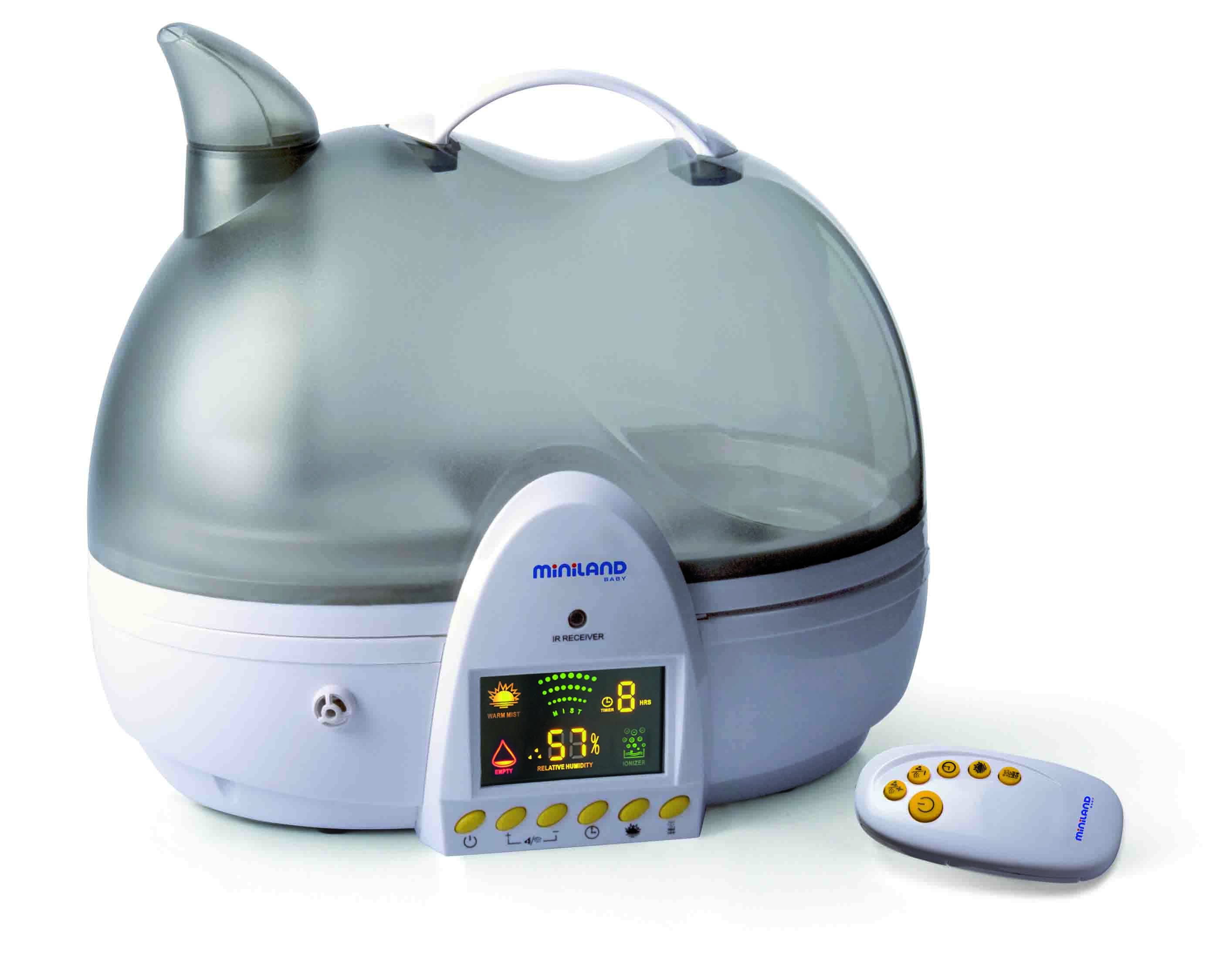
Humidificador Frío Ultrasónico Miniland Baby.

El humidificador (también humedecedor) es un aparato que sirve para aumentar la humedad del ambiente en una estancia de una vivienda o en una oficina.

## Usos
Se usa especialmente para restaurar el nivel de humedad relativa cuando en verano el aumento de temperatura produce una disminución de esta, o también en época invernal por tener la calefacción encendida. 
Una baja humedad relativa en el ambiente puede provocar diferentes molestias y enfermedades, como ser irritación de las vías respiratorias, picor en ojos, piel seca, entre otras afecciones comunes.
Esto puede ser especialmente nocivo en el caso de los bebés y adultos mayores.

## Modelos

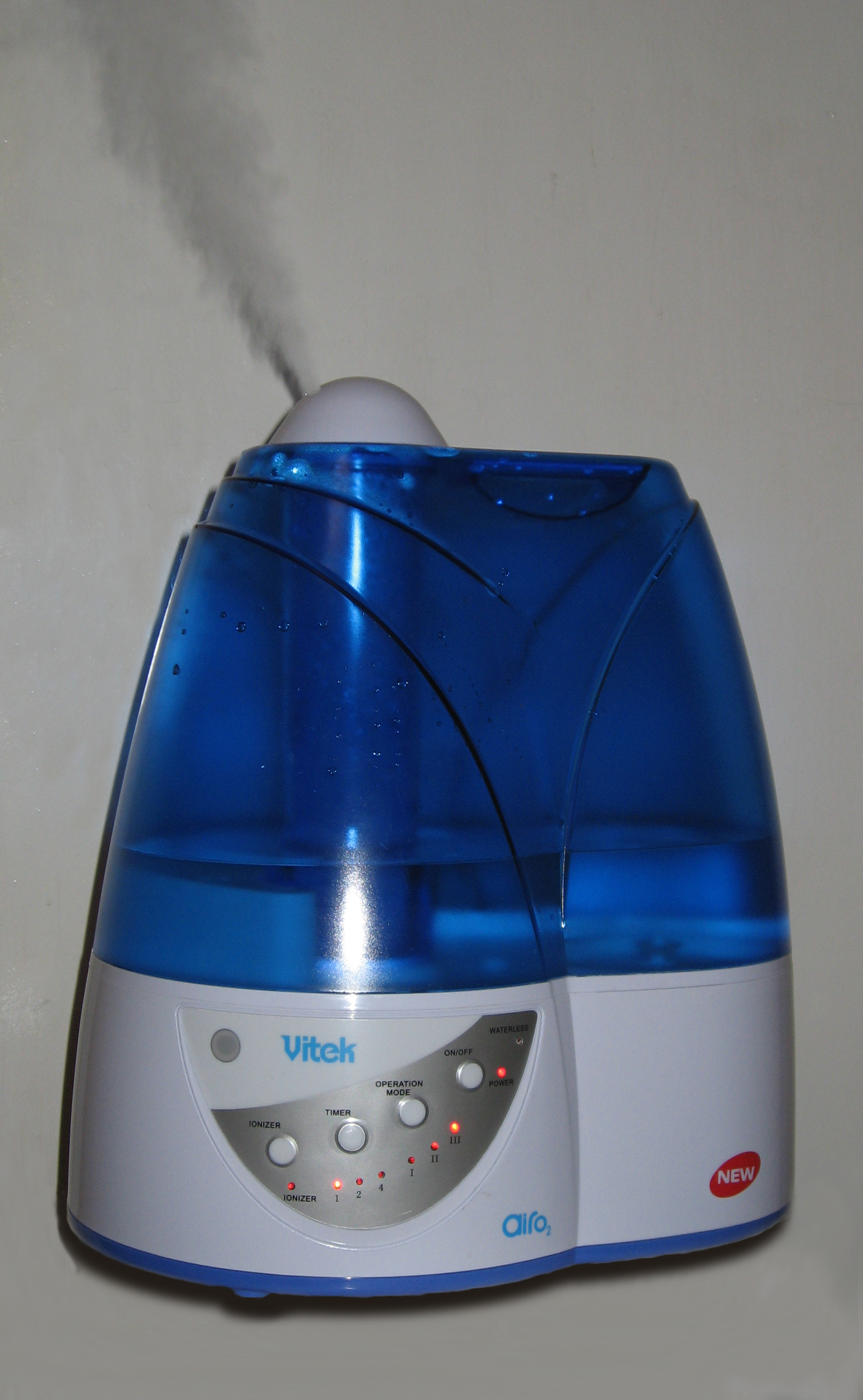
Humidificador ultrasónico Vitek.

Básicamente, existen tres tipos de humidificadores:
- Fríos (ultrasónicos)
- Calientes (electrodos)
- Calientes (evaporación)

Los humidificadores ultrasónicos producen una nebulización del agua a través de vibraciones de muy alta frecuencia, son silenciosos, con caudal regulable y de muy bajo consumo (típicamente de 20W a 35 W). Por otra parte, solo puede utilizarse agua y está absolutamente prohibido el uso de cualquier aditivo. Su uso típico es la restauración de la humedad relativa durante largos períodos de tiempo. Es necesario limpiarlos convenientemente cada cierto tiempo.
Los humidificadores de electrodos generan vapor mediante la ebullición del agua del depósito calentada a través de la corriente que pasa directamente por el agua. Son más peligrosos (el vapor que expulsa lo hace a alta temperatura), y tienen un consumo elevado. El caudal de salida no es regulable y depende mucho de la dureza del agua. A mayor contenido de sales del agua mayor es la conductividad eléctrica y por tanto mayor la intensidad que circula, lo que a su vez implica un mayor caudal. Por otra parte, se les pueden añadir aceites balsámicos a la salida del vapor (nunca en el agua) lo que los hace especialmente útiles para las situaciones de corta duración por motivos patológicos, dificultades puntuales respiratorias, mucosidades de difícil expulsión, y muy especialmente cuando esto es con niños pequeños.
Los humidificadores por evaporación generan un caudal menor, no regulable y deben funcionar solo con agua destilada. Su funcionamiento es mediante una mecha que se mantiene húmeda por capilaridad y que a su vez es calentada mediante un calefactor eléctrico. Si el agua contiene sales, la mecha se obtura con relativa facilidad. Pueden usarse con aceites balsámicos a la salida del vapor, pero su eficiencia en esto es muy inferior a la de los electrodos. Es el tipo menos usado.